# دیوید ویتون
 دیوید ویتون (انگلیسی: David Wheaton؛ زاده ۲ ژوئن ۱۹۶۹) یک تنیس‌باز اهل ایالات متحده آمریکا است.